# Сектор Тарфая

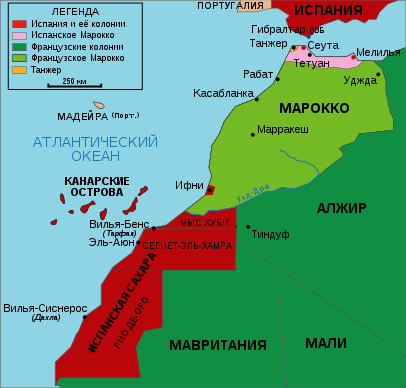
Карта Испанского Марокко

Сектор Тарфая (он же Мыс Хуби, исп. Cabo Juby) — часть бывшей колонии Испанская Сахара на атлантическом побережье современного Марокко. Передана Марокко после войны Ифни в 1958 году. Столица — город Вилья-Бенс, в настоящее время называется Тарфая. Сектор расположен на границе с Западной Сахарой.

## История
В договоре 1767 года, заключённом 28 мая между Испанией и султаном Марокко, говорилось, что последний не обладает властью над племенами, населявшими атлантическое побережье Марокко к югу от Агадира, и поэтому не может гарантировать безопасность испанских рыбаков. В 1879 году британская Северо-Западная Африканская компания учредила торговый пост, названный Порт-Виктория. Поскольку султан Марокко отказался от территории, англичане вели переговоры с главой государства бейруков, на территории которого находился пост. Бейруки выделили компании полосу земли между мысом Хуби и мысом Стаффорд, однако в 1895 году землю продали султану Марокко.
В 1912 году Испания заключила договор с Францией и султаном Марокко, по которому получила территории в южном Марокко, вдоль границы с испанской Западной Сахарой. По договору, территория южнее реки Дра переходила Испании на условиях передачи их обратно Марокко в случае окончания французского протектората над Марокко. 29 июля 1916 года губернатор Рио-де-Оро Франсиско Бенс официально ввёл туда войска и основал город Вилья-Бенс. Колония располагалась между рекой Дра и параллелью 27º 40'; её площадь составляла 20 000 км², а население — около десяти тысяч человек. В 1924 году колония Мыс Хуби вместе с Рио-де-Оро были объединены в единую колонию Испанская Сахара.
После провозглашения независимости в 1956 году, Марокко потребовало возвращения сектора Тарфая согласно условиям договора 1912 года. Испания отказывалась передать территорию и была вынуждена это сделать только 2 апреля 1958 года по соглашениям в Ангре Синтре, последовавшим за окончанием войны Ифни.
В настоящее время сектор Тарфая поделен между марокканскими провинциями Эль-Аюн-Буждур-Сагиет-эль-Хамра и Гулимин-Эс-Смара, которые также включают части оккупированной Марокко Западной Сахары.

## Почтовые марки и история почты

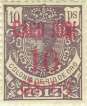
Почтовая марка cектора Тарфая (1916)

Испания выпустила большое количество надпечатанных почтовых марок для сектора Тарфая. Первая серия 1916 года включала марки Рио-де-Оро, на которые ставилась надпечатка «CABO JUBI». С 1919 по 1929 год та же надпечатка, по-разному оформленная, использовалась на марках Испании, затем на марках Испанского Марокко. Последние выходили с 1934 по 1940 год, а также в 1942, 1944, 1946 и 1948 годах.
Основная масса напечатанных марок этой территории выпущена в количествах, гораздо больших, чем жители сектора могли использовать для почтовых нужд, и была предназначена для продажи коллекционерам. До сих пор эти марки весьма доступны по относительно невысоким ценам. Самый первый выпуск 1916 года и марки наиболее высоких номиналов последующих выпусков оцениваются ныне в пределах $50.